# Catengue

Mapa de Angola con la provincia de Benguela resaltada.

Catengue es una ciudad y comuna de Angola, ubicada en la provincia de Benguela.
Está situado a una altitud de 1.080 metros sobre el nivel del mar. Tiene una población de 2450 habitantes.